# Корсунов Іван Миколайович
Іва́н Микола́йович Корсунов (1902—1942) — український радянський комсомольський та партійний діяч. Генеральний секретар ЦК ЛКСМ України (1928—1930). Член Центральної контрольної комісії КП(б) України в 1927—1930 роках. 

## Біографія
Народився в місті Таганрог. Працював на суднобудівному заводі в Таганрозі. У 1918—1919 роках служив у Червоній армії червоноармійцем на панцернику «Таганрозець». У 1919 році навчався на курсах червоних командирів. У 1919—1920 роках брав участь в організації 9-ї дивізії РСЧА. У 1920—1923 роках секретар Таганрозького і Луганського повітових комітетів комсомолу, завідувач відділу ЦК КСМ України (1923—1924). У 1924—1927 роках навчався в Харківському інституті народного господарства, який не закінчив. З 1927 року — секретар Харківського окружного комітету ЛКСМУ. У 1927—1928 роках — секретар ЦК ЛКСМУ. У 1928—1930 роках — генеральний секретар ЦК ЛКСМУ.
З 1930 року завідувач організаційного відділу ЦК компартії Азербайджану. Згодом перший секретар міськкому ВКП(б) у місті Перм, голова міськради в місті Комсомольськ-на-Амурі. У 1934—1935 — завідувач соціально-побутового сектору Таганрозького заводу транспортного машинобудування. У 1942 році на підпільній роботі, страчений у Таганрозі гестапо.